# Daniel Passira
Daniel Floro da Silva (Passira, Pernambuco, Brasil; 1 de junio de 1996) conocido como Daniel Passira, es un futbolista brasileño. Juega como delantero y su equipo actual es Hanoi T&T Football Club de la V.League 1 de Vietnam.

## Carrera
Apodado en honor a su ciudad natal, Passira (en el estado de Pernambuco), Daniel Passira jugó en las categorías juveniles del Vitória das Tabocas y del Central. Sin embargo, al no recibir muchas oportunidades en el primer equipo de este último, decidió abandonar el club a los 19 años. Posteriormente, jugó al fútbol amateur mientras trabajaba en granjas, antes de ser invitado a participar en el Campeonato Pernambucano Série A2 con el Centro Limoeirense.
Después de destacarse en el Centro Limoeirense al anotar siete goles en 12 partidos, Passira fichó por el Salgueiro para la temporada 2019. Sin embargo, no logró consolidarse como titular en el equipo y fue cedido a préstamo al Mixto, Caucaia y Guarany de Sobral.
El 7 de octubre de 2021, Passira fue anunciado como nuevo jugador del Treze, aunque no llegó a disputar partidos oficiales y firmó con el URT el 2 de diciembre. Tras nueve partidos sin goles, se unió al Pacajus en la Série D.
Como máximo goleador del Pacajus con seis goles, Passira acordó un contrato con el Campinense de la Serie C, el 4 de julio de 2022, pero el acuerdo se cayó tres días después debido a restricciones reglamentarias. Regresó al Pacajus y contribuyó a la conquista de la Copa Fares Lopes antes de ser anunciado nuevamente como jugador del Campinense el 12 de noviembre.
El 10 de marzo de 2023, Passira fichó por el Nacional-AM, pero tuvo poca participación y se unió al Maranhão en abril. El 11 de febrero del año siguiente, dejó el club para unirse al San Antonio Bulo Bulo de la Primera División de Bolivia, dirigido por su compatriota Thiago Leitão.
El 11 de enero de 2025, Passira se unió al equipo Hanoi FC de la V.League 1 de Vietnam.

## Clubes
| Club                    | País    | Año       | PJ  | Goles |
| ----------------------- | ------- | --------- | --- | ----- |
| Central                 | Brasil  | 2016      | 1   | 0     |
| Centro Limoeirense      | Brasil  | 2018      | 12  | 7     |
| Salgueiro               | Brasil  | 2019-2021 | 30  | 3     |
| Mixto                   | Brasil  | 2019      | 1   | 0     |
| Caucaia                 | Brasil  | 2020      | 6   | 3     |
| Guarany de Sobral       | Brasil  | 2021      | 17  | 6     |
| URT                     | Brasil  | 2022      | 9   | 0     |
| Pacajus                 | Brasil  | 2022      | 19  | 6     |
| Campinense              | Brasil  | 2023      | 11  | 2     |
| Nacional-AM             | Brasil  | 2023      | 4   | 1     |
| Maranhão                | Brasil  | 2023-2024 | 26  | 6     |
| San Antonio Bulo Bulo   | Bolivia | 2024      | 40  | 22    |
| Hanoi T&T Football Club | Vietnam | 2025-act. | 3   | 0     |
| Total                   | Total   | Total     | 179 | 56    |

Actualizado el 9 de febrero de 2025.

## Palmarés

### Campeonatos estatales
| Título                  | Club      | País   | Año  |
| ----------------------- | --------- | ------ | ---- |
| Campeonato Pernambucano | Salgueiro | Brasil | 2020 |
| Copa Fares Lopes        | Pacajus   | Brasil | 2022 |